# Altes Schleifer Teichgelände
Das Naturschutzgebiet Altes Schleifer Teichgelände liegt in der Gemeinde Schleife im sächsischen Landkreis Görlitz. Es trägt die NSG-Kennung D 85. Die zwischen Schleife und Trebendorf befindliche Fläche steht seit 1981 unter Naturschutz. Sie gehört naturräumlich zur Muskauer Heide und ist durch Laub- und Nadelmischwald und Feuchtwiesen geprägt. Die Struga fließt durch das Naturschutzgebiet.
Seit 2002 besteht außerdem das FFH-Gebiet Altes Schleifer Teichgelände (Kennung DE-4453-301). Das FFH-Gebiet ist Teil des europäischen Schutzgebietsnetzes Natura 2000. Es hat einen etwas anderen Zuschnitt als das Naturschutzgebiet: einerseits ist es größer als das NSG, andererseits deckt es nicht das komplette NSG ab. Der Kernbereich beider Gebiete ist jedoch identisch.

## Gebietsbeschreibung
Das Gebiet liegt an der Bahnstrecke Cottbus–Görlitz am Fuße der Trebendorfer Hochfläche. Seit dem 13. Jahrhundert ist eine Nutzung dieses Gebiets bekannt. Die Wälder wurden für Bienenzucht und Holzwirtschaft verwendet oder nach der Rodung als Wiesen landwirtschaftlich genutzt. Inzwischen ehemalige Teiche wie der Großteich und der kleine Teich, der Studźonkteich,  wurden im Feuchtgebiet zur Fischzucht angelegt.
Flurnamen weisen auf die Beschaffenheit und die Nutzung der sagenumwobenen Kulturlandschaft hin. Wissen über die artenreiche Pflanzen- und Tierwelt existieren durch die Schriften des Johann Hano-Hantscho. Dieser hat einen großen Teil der Schleifer Sagenwelten aufgeschrieben. So spielen sich viele Begebenheiten aus seiner Literatur im Großteichgebiet ab. Auch die Bedeutung des sorbischen Namens von Schleife, Slepo, wurde auf das Teichgebiet zurückgeführt. Demnach leitet sich Slepo von slip ‘murmelnd, schmatzend’ ab. Dieses Geräusch lässt sich beim Gang über eine Feuchtwiese nachvollziehen.
Seit 1867 (Grube Gustav-Adolf) wurde dieses Gebiet durch den Kohlebergbau beeinflusst, 1962 bis 1969 maßgeblich durch den Tagebau Trebendorfer Felder und seit 1969 durch den Tagebau Nochten. Durch die intensive Nutzung in der Landwirtschaft und die Melioration war die Pflanzenwelt bis zur Wende 1989 in Mitleidenschaft gezogen. Die Struga war damals noch ein Industrieabwässer führendes, stinkendes Rinnsal. Im Sommer 1981 wurden der Groß- und Kleinteich zum Naturschutzgebiet erklärt. Seit 2002 ist es ein FFH-Gebiet. Ein Naturlehrpfad wurde im Jahr 2006 eingerichtet.

## Flora und Fauna
Pflanzenwelt:
- Blaue Akelei
- Buschwindröschen
- Erdbeerblättriges Fingerkraut
- Froschlöffel
- Froschbiss
- Wasserhahnenfuß
- Geflecktes Knabenkraut
- Geflecktes Lungenkraut
- Glockenheide
- Straußenfarn
- Grasnelke
- Heidenelke
- Helmkraut
- Kassubenwicke
- Kreuzblümchen
- Kriechweide
- Kuckuckslichtnelke
- Lungenenzian
- Natternzunge
- Pfeifengras
- Rippenfarn
- Scharbockskraut
- Schillernde Schwertlilie
- Schlüsselblume
- Schopfige Kreuzblume
- Gemeines Kreuzblümchen
- Sumpfschwertlilie
- Sumpfveilchen
- Sumpfdotterblume
- Schmalblättriges Laichkraut
- Phrygische Flockenblume
- Teufelsabbiss
- Waldmeister
- Breitblättriger Sitter
- Wiesenknopf (groß)
- Wiesenknopf (klein)
- Großes Zweiblatt
- Zittergras
- Straußgilbweiderich
- Bedeutende Lebensraumtypen u. a. Glockenheidefeuchtheiden, Moorbirkenwald, Flachlandmähwiesen, Feuchtwiesen als Orchideenwiesen/Wildwiesen, Trockenwiesen, Wassergräben naturbelassen und gereinigt, Binsen- und Seggenriede

Tierwelt:
- Wolf, Schwarzspecht, Grünspecht, Weißstorch, Kraniche, Stockente, Graugänse, Seeadler, Mäusebussard, Drosselrohrsänger, Rotwild, Dachshund, Rotmilan, Damwild, Knoblauchkröte, Erdkröte, Moorfrosch, Grasfrosch, Wechselkröte, Waldkauz, Großer Wiesenknopf-Ameisenbläuling, Kleiner Wiesenknopf-Ameisenbläuling, Hauhechelbläuling, Feuerfalter, Mosaikjungfer, Heidelibelle, Prachtlibelle